# Kyriakī Liosī
Kyriakī Liosī (in greco Κυριακή Λιόση?; 10 ottobre 1979) è una pallanuotista greca, vincitrice di due medaglie d'argento con la nazionale greca ai giochi olimpici di Atene 2004 e agli europei di Eindhoven del 2012.